# 石門國際風箏節
石門國際風箏節舉辦地點在新北市石門區，由於地處台灣最北端，其背山面海的特殊地勢環境，使得這裏的東北季風特別強勁，長期以來就是風箏愛好者選擇施放風箏的理想地點。2000年開始，在這裏成功舉辦第一屆國際風箏節之後，石門國際風箏節就成為當地重要的文化活動，每年均吸引了眾多國內外好手在此聚會。

## 歷屆主題
- 2000年：第一次舉辦，發展傳統特色，成就日後的風箏之鄉
- 2001年：以大型氣囊式風箏為主軸
- 2002年：以室內風箏、衝浪風箏為主軸
- 2003年：以微型風箏、不對稱藝術風箏為主軸
- 2004年：以鬥風箏為主軸
- 2005年：以夜間風箏為主軸，進而介紹石門的人文風情
- 2006年：以「箏的玩風了」為主題
- 2007年：以「幸福美麗箏有趣」為主題，介紹風箏的多變
- 2008年：以「美夢成箏」為主題，敘說幼時的夢想，可以延續下去並美夢成真
- 2009年：以「生日快樂」為主題，結合雙十節打造以溫馨、歡樂的氣氛